# Jean-Marie de Silguy
Pour les articles homonymes, voir Silguy.
Le comte Jean Marie François Xavier de Silguy, né au château du Bot à Quimerc'h (Finistère) le 24 avril 1785 et mort à Quimper le 10 novembre 1864, est un ingénieur français et le fondateur du musée des beaux-arts de Quimper.

## Biographie
Il est l'aîné des neuf enfants de Toussaint de Silguy, lieutenant de vaisseau, et d'Angélique Conen de Saint-Luc, nièce du dernier évêque de Cornouaille et dont les parents, ainsi que la sœur Victoire, religieuse de la Retraite à Quimper, furent guillotinés en 1794 à Paris.  
Polytechnicien (X 1804), il a exercé les fonctions d'ingénieur des Ponts-et-Chaussées dans le Finistère (1810-1827), la Loire-Inférieure (1821-1830), les Landes et la Gironde (1830-1842), avant d'être chargé de différentes inspections (1842-1850). Il a notamment dirigé les travaux du canal de Nantes à Brest jusqu'en 1830, d'abord dans le Finistère puis en Loire-Inférieure (actuelle Loire-Atlantique), et ceux du boisement de la forêt des Landes de Gascogne. 
Il a été conseiller général du Finistère de 1814 à 1827. 
Membre de la Société pantomatique de Quimper, il a fondé le musée des beaux-arts de Quimper par le legs d'une collection de 1 200 peintures, 2 000 dessins et 12 000  gravures avec pour volonté posthume que « ces œuvres soient présentées à un public d’étudiants de toutes les classes de la société. »